# 王廷鉽
王廷鉽（?—?），字仲度，号金如，陝西省同州府蒲城縣人，清朝政治人物、進士出身。

## 生平
光緒二十年（1894年），参加光緒甲午科殿試，登進士二甲30名。同年五月，改翰林院庶吉士。光緒二十一年四月，散館，授翰林院編修。